# Tai Miu Wan
Tai Miu Wan (kinesiska: 大庙湾) är en vik i Hongkong (Kina). Den ligger i den östra delen av Hongkong.